# Shigeyoshi Inoue

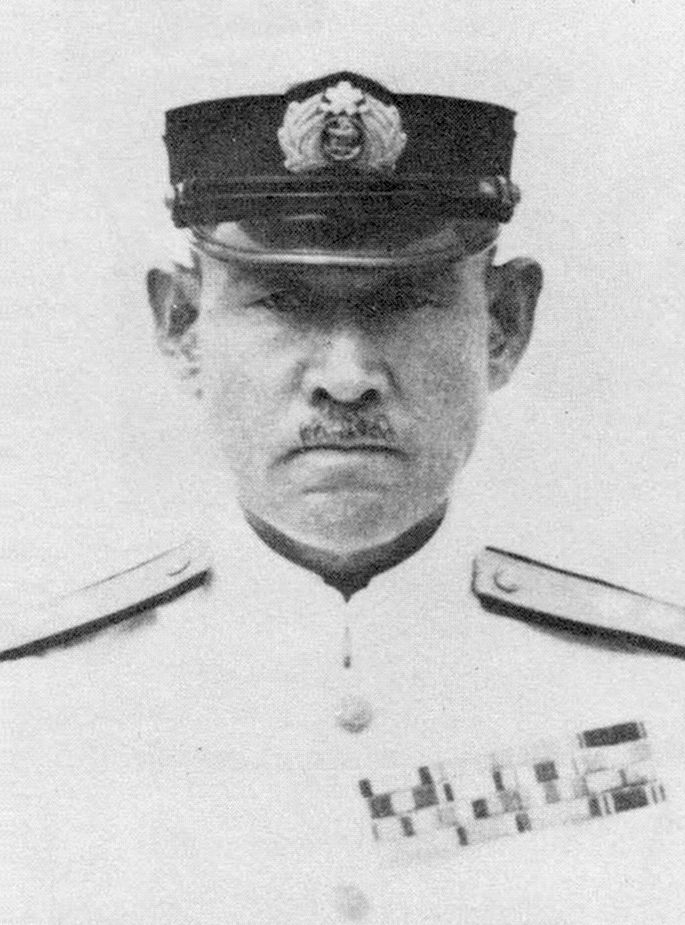
Inoue tijdens de Tweede Wereldoorlog

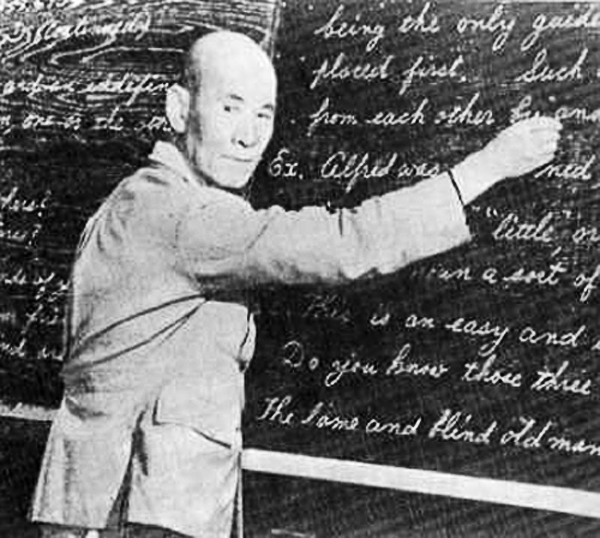
Inoue geeft Engelse les

Shigeyoshi Inoue (Japans: 井上 成美, Inoue Shigeyoshi; Sendai, 9 december 1889 – Yokosuka, 15 december 1975) was een admiraal van de Japanse Keizerlijke Marine in de Tweede Wereldoorlog vocht onder meer in de slag in de Koraalzee.

## Internationale loopbaan
Inoue studeerde in 1909 af als 2e van 179 cadetten aan de Academie van de Japanse Keizerlijke Marine. Hij diende als adelborst op de kruiser Soya en voer ermee van Dalian naar Incheon, Jinhae, Sasebo en Tsu en in 1910 naar Manilla, Ambon, Townsville, Brisbane, Sydney, Hobart, Melbourne, Fremantle, Jakarta, Singapore, Hongkong, Magong en Keelung.
Na zijn terugkeer diende hij op het slagschip Mikasa en de kruiser Kasuga. Op 15 december 1910 werd hij vaandrig en diende hij op de kruiser Kurama. In 1911 woonde hij te Londen de kroning bij van George V van het Verenigd Koninkrijk.
In 1912 studeerde hij scheepsgeschut en onderzeebootoorlog en eind 1912 werd hij onderluitenant. In 1913 diende hij op de kruiser Takachiho en vervolgens op het slagschip Hiei. Eind 1915 werd hij luitenant en diende hij op het slagschip Fusō. Op 1 december 1917 kreeg hij het bevel over de kruiser Yodo.
Eind 1918 werd Inoue militair attaché in Zwitserland en kreeg hij van de Keizerlijke Marine de opdracht Duits te leren.
In 1919 maakte hij deel uit van de Japanse afvaardiging op de conferentie te Parijs over het Verdrag van Versailles, waarbij zijn pas verworven talenkennis handig bleek. In 1920 werd hij militair attaché in Frankrijk en kreeg hij opdracht Frans te leren.
In december 1921 werd Inoue tot luitenant ter zee 1e klasse gepromoveerd en kreeg hij toestemming terug te keren naar Japan. Hij diende vervolgens op de kruiser Suma.
In 1923 studeerde Inoue verder aan de hogeschool van de Keizerlijke Marine waar hij in 1924 afstudeerde als 3e van 21.
Op 1 december 1925 werd hij gepromoveerd tot kapitein-luitenant-ter-zee. Inoue bleef enkele jaren in staffuncties, en was militair attaché in Italië van 1927 tot 1929, waarna hij gepromoveerd werd tot kapitein-ter-zee. Op 15 november 1933 kreeg Inoue het bevel over de Hiei. Wegens zijn organisatietalent werd hij na anderhalf jaar weer in een functie aan wal benoemd. Inoue was een beschermeling van admiraal Isoroku Yamamoto, en was sterk gekant tegen het Driemogendhedenpact met het fascistische Italië en nazi-Duitsland. Inoue was een leider van de 'linkse kliek' binnen het Japanse leger, die zich verzette tegen de toenemende neiging van Japan naar fascisme en overzees expansionisme.

## Tweede Chinees-Japanse Oorlog
Op 15 november 1935 werd Inoue onderbevelhebber van de derde vloot. In 1939 nam die deel aan de Tweede Chinees-Japanse Oorlog, en werd Inoue gepromoveerd tot viceadmiraal. Net als admiraal Yamamoto was hij een sterk voorstander van een luchtvaartafdeling bij de marine. In 1940 ontving hij de Orde van de Rijzende Zon 1e klasse.

## Tweede Wereldoorlog
In 1940 was Inoue hoofd van het luchtvaartbureau van de Japanse Keizerlijke Marine. Begin 1941 legde hij Minister voor Marine Koshiro Oikawa een plan voor om vliegdekschepen te bouwen in plaats van slagschepen.

In 1941 kreeg Inoue het bevel over de vierde vloot in de Chuukeilanden. Hij voerde het bevel over de zeemacht in de Slag bij Guam en de Slag bij Wake. Hij verplaatste zijn hoofdkwartier naar Rabaul voor Operatie Mo om Port Moresby te bezetten.
Na de Japanse nederlaag in de Slag in de Koraalzee in mei 1942 werd Inoue van zijn commando ontheven en werd hij hoofd van de Academie van de Japanse Keizerlijke Marine. Tegen het einde van de Tweede Wereldoorlog werd hij benoemd tot viceminister van Marine.
Op 15 mei 1945 werd hij bevorderd tot luitenant-admiraal.

## Na de oorlog
Op 15 oktober 1945 ging Inoue met pensioen. In zijn huis te Yokosuka gaf hij kinderen les in Engels en muziek. Hij overleed zes dagen na zijn 86e verjaardag en werd begraven op de begraafplaats Tama in Fuchu (Tokyo). Waar zijn huis stond is tegenwoordig een openbaar park.

## Militaire loopbaan
- Adelborst (海軍少尉候補生 Kaigun shōi kōhosei), Japanse Keizerlijke Marine: 19 november 1909[1]
- Luitenant ter Zee 3e klasse (海軍少尉 Kaigun-shōi), Japanse Keizerlijke Marine: 15 december 1910[1]
- Luitenant ter Zee 2e klasse (海軍中尉 Kaigun-chūi), Japanse Keizerlijke Marine: 1 december 1912[1]
- Luitenant ter Zee 2e klasse (oudste categorie) (海軍大尉 Kaigun-daii), Japanse Keizerlijke Marine: 13 december 1915[1]
- Luitenant ter zee 1e klasse (海軍少佐 Kaigun-shōsa), Japanse Keizerlijke Marine: 1 december 1921[1]
- Kapitein-luitenant ter zee (海軍中佐 Kaigun-chūsa), Japanse Keizerlijke Marine: 1 december 1925[1]
- Kapitein-ter-zee (海軍大佐 Kaigun-daisa), Japanse Keizerlijke Marine: 30 november 1929[1]
- Schout-bij-nacht (海軍少将 Kaigun-shōshō), Japanse Keizerlijke Marine: 15 november 1935[1]
- Viceadmiraal (海軍中将 Kaigun-chūjō), Japanse Keizerlijke Marine: 15 november 1939[1]
- Luitenant-admiraal (海軍大将 Kaigun-taishō), Japanse Keizerlijke Marine: 15 mei 1945[1]

## Onderscheidingen
- Orde van de Rijzende Zon, 1e klasse in 1940[4]
- Groot Oostelijke-Aziatische Oorlogsmedaille[4]
- 1937 China Incident medaille[4]
- Commandanten insigne[4]
- Badge voor Afgestudeerden van de Marine Staf College[4]